# Spoileron
In aeronautica gli spoileron, noti anche come alettoni dello spoiler, sono superfici di controllo del volo, in particolare spoiler che possono essere utilizzati in modo asimmetrico per fornire un adeguato controllo del rollio se l'azione degli alettoni producesse un'eccessiva rotazione dell'ala su un'ala molto flessibile o se gli ipersostentatori (flap) impedissero un adeguato controllo del rollio degli alettoni. 

## Funzione
Gli spoileron aiutano a far rollare un aereo riducendo l'alzata di un'ala, ma, a differenza degli alettoni, non aumentando l'alzata dell'altra ala. Come effetto collaterale, uno spoileron sollevato aumenta anche la resistenza su un'ala che fa muovere l'aereo, che può essere compensato con il timone. Gli spoiler possono essere utilizzati per assistere gli alettoni o sostituirli interamente, come nel B-52G che richiedeva un segmento spoiler aggiuntivo. 

## Uso
Un primo utilizzo di spoileron per aumentare l'azione di piccoli alettoni, noti come guide aileron, fu attivato nel caccia notturno Northrop P-61 Black Widow. Gli spoiler consentivano una velocità di atterraggio inferiore. 
Il B-52 Stratofortress aveva anch'esso spoiler che aumentavano l'azione dei piccoli alettoni, noti come feeler ailerons. Il B-52G non ha alettoni. Gli spoiler, situati all'interno e davanti al bordo d'uscita (parte posteriore dell'ala), sono utilizzati per il controllo laterale ad alta velocità per evitare l'eccessiva rotazione dell'ala. 
I velivoli commerciali della famiglia Mitsubishi Diamond Jet, Beechjet e Hawker 400 incorporano spoileron a tutta lunghezza che fungono anche da spoiler di velocità durante il volo e l'atterraggio.

## Ricerca
Esistono numerosi programmi di ricerca e sviluppo tecnologico per integrare le funzioni dei sistemi di controllo del volo degli aeromobili come alettoni, elevatori, ipersostentatori, flaperon e spoileron nelle ali per realizzare gli scopi aerodinamici di modifica dell'assetto dell'aeromobile riducendo massa, costo, resistenza, inerzia (per una risposta al controllo più rapida e più forte), complessità (meccanicamente più semplice, meno parti o superfici mobili, meno manutenzione) e sezione radar equivalente per riduzione della visibilità ai radar. Le applicazioni previste includono molti aeromobili a pilotaggio remoto (UAV) e aerei da caccia di sesta generazione. 